# EBB the movie
EBB the movie är en konsertfilm av Electric Banana Band. Filmen innehåller spelningar på olika ställen i Sverige under turnéåret 1998. Filmen innehåller även scener med Trazan och Banarne.

## Medverkande
- Lasse Åberg - Sång / Trazan
- Klasse Möllberg - Sång / Banarne
- Janne Schaffer - Gitarr
- Peter Ljung - Keyboards
- Per Lindvall - Trummor
- Christer Jansson - Percussion
- Sven Lindvall - Bas
- Henrik Rongedal - Kör
- Magnus Rongedal - Kör
- Maria Wickman - Kör
- Ted Åström - Olyckan

### Övriga medverkande
- Dave Nerge - Direktör Mega
- Marie Glisén - Jane